# Райчел Мід
Райчел Мід (англ. Richelle Mead; нар. 12 листопада 1976, штат Мічиган, США) — американська письменниця, яка працює в жанрах: жахи, фентезі, містика. Популярний американський автор міського фентезі для дорослих та підлітків.

## Біографія
Райчел Мід народилася та виросла у штаті Мічиган (США). Вона з дитинства любила читати та цікавилась міфологією і фольклором.
Отримала бакалаврський ступінь з гуманітарних наук в Мічиганському університеті, ступінь магістра з порівняльного релігієзнавства — в Західномічиганському університеті і ступінь магістра з педагогіки — у Вашингтонському університеті. Працювала учителем восьмикласників (англійська мова й суспільствознавство) у передмістях Сієтлу, поки опублікувала перший роман «Succubus Blues»: з того часу залишила вчителювання й всерйоз віддалась письменству, зробивши його своїм ремеслом. .  
Нині (2011) Райчел мешкає у Сієтлі (штат Вашингтон) та працює над продовженням своїх книг. У вільний час полюбляє дивитися реаліті-шоу, подорожувати, пробувати смачні коктейлі і ходити по магазинах. Мід відносить себе до справжніх кавоманів, віддає перевагу нічному способу життя й любить усе ексцентричне й смішне.
У 2013 році видано її книгу по всесвітньому телесеріалі «Доктор Хто», персонажем якої є Шостий Доктор.

### Серія: Джорджина Кінкейд
1. Пропащий ангел (Блюз суккуба) (27 лютого 2007)
2. Голод суккуба (18 грудня 2007)
3. Сни суккуба (30 вересня 2008)
4. Лють суккуба (30 березня 2010)
5. Тінь суккуба (30 серпня 2010)
6. Викриття суккуба (2011)

### Серія:Академія вампірів
1. Мисливці і жертви (16 серпня 2007)
2. Крижаний укус (10 квітня 2008)
3. Поцілунок пітьми (13 листопада 2008)
4. Криваві обіцянки (25 серпня 2009)
5. Окови для примари (18 травня 2010)
6. Остання жертва (7 грудня 2010)

### Серія: Кровні узи
1. Принцеса по крові (Bloodlines)
2. Золота лілія (The Golden Lily)
3. Чари Індиго (The Indigo Spell)
4. Палаюче серце (The Fiery Heart) (19 листопада 2013)
5. Срібні тіні (Silver Shadows) (29 липня 2014).
6. Рубінове кільце (Ruby circle)

(10 лютого 2015)

### Серія: Чорний Лебідь
1. Дитя бурі (Storm Born)
2. Тернова королева
3. Залізна корона
4. Тінь Спадкоємця (2012)

### Серія: Епоха Ікс
1. Ігри богів (4 червня 2013)
2. Безсмертна корона

### Позасерійні
1. Безсмертні(ін. назва «Блакитний місяць»[5])
2. За законом любові[2]
3. Повернення додому